# ترموسیفون

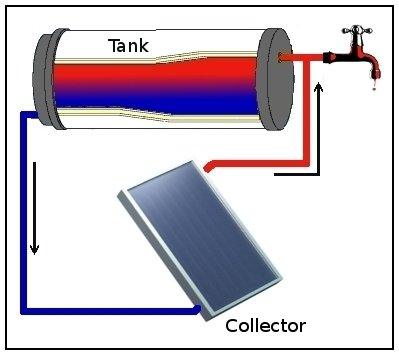
چرخش ترموسیفون در یک سامانه خورشیدی

ترموسیفون یا گرماسیفون (به انگلیسی: Thermosiphon) به پدیده‌ای گفته می‌شود که سیستم فاقد هرگونه پمپ برقی یا مکانیکی‌است و جهت جابجایی آب با استفاده از گرمای خورشید مایع جابجا می‌شود. مشکل عمده این سیستم پدیده یخ زدگی در فصول سرد سال می‌باشد.

## عملکرد
گردش همرفتی یک سیال که در یک سیستم بسته اتفاق بیفتد، جایی که سیال سرد به جای سیال گرم در همان سیستم جایگزین می‌گردد، ترموسیفون نامیده می‌گردد. این سامانه در واقع یک چرخهٔ جابجایی طبیعی است. در این سامانه، مرحلهٔ جذب انرژی می‌تواند به صورت متصل به ساختمان یا کاملاً در محیطی جداگانه صورت گرفته و حرارت جذب شده توسط کانال به فضای مورد نظر هدایت و در مکان مناسبی مانند دال بتنی یا انبارهٔ سنگی که معمولاً بالاتر از سطح جذب‌کننده قرار دارد، ذخیره گردد. در این روش هوای سرد جای هوایی را که در محیط گردآورنده گرم شده و تمایل به بالا رفتن دارد را گرفته و این گردش هوا به صورت مرتب توسط گرمای حاصل از نور خورشید ادامه می‌یابد. در واقع کار این سامانه مانند کلکتورهای خورشیدی بوده و از آنجایی که از انباره سنگی که بخشی از ساختمان است جهت ذخیره انرژی استفاده می‌گردد. گردآورنده‌ها می‌توانند به صورت پیش ساخته با استفاده از جعبه‌های عایق بندی شده یا در محل توسط مصالح بنایی اجرا گردند. برای بالا بردن میزان حرارت کسب شده در گردآورنده، بین صفحه فلزی سیاه و شیشه دوجداره که به صورت موازی قرارگرفته‌اند چند لایه صفحات فلزی توری به صورت مورب قرار می‌گیرند تا هوایی که به سمت بالا از لابه لای توری در حرکت است، با تماس بیشتر با جداره‌های فلزی توری که در اثر تابش نور خورشید داغ شده‌اند، گرم تر شده و به مکان مورد نظر انتقال یابد.
در ساخت این سامانه به این نکات باید توجه داشت:
- حداقل طول سامانه نباید کمتر از ۱/۱۵ عرض آن باشد.
- حداقل ارتفاع گردآونده برای آن که هوای گرم به صورت طبیعی گردش کند نباید کمتر از ۱/۸۰ متر باشد.
- اطراف انباره می‌بایست حتماً عایق حرارتی به ضخامت 15 cm داشته باشد.
- سطح مقطع کانال‌ها می‌بایست بین ۱/۱۵ الی ۱/۲۰ سطح گردآورنده بوده و طول یا عرض سطح مقطع کانال نباید از 14 cm کمتر باشد.
- از ایجاد زوایای قاءمه یا حاده در مسیر حرکت هوا خودداری گردد.
- سطح مقطع انباره باید حداقل ۲/۳ مساحت گردآورنده باشد.
- صفحه‌ای که به صورت موازی با شیشه ساخته می‌شود حتماً باید زیرعایق حرارتی به ضخامت حداقل 2.5 cm داشته باشد.
- بهتراست انباره در زیر فضای موردنظر برای گرم شدن ساخته شود.
- سنگ‌های انباره برای داشتن سطح بالای جذب گرما باید حداقل 2.5 cm ضخامت داشته باشند.[۳]

هوا در یک سامانه ترموسیفون معمولاً به وسیله یک جمع‌کننده خورشیدی که به‌طور شیبدار قرارگرفته و از فضای نشیمن جداشده‌است، گرم می‌شود. هنگامی که هوا گرم می‌شود از طریق جابه جایی طبیعی بالا می‌رود و هوای سرد که از پایین جمع‌کننده به داخل کشیده شده‌است، جای آن را می‌گیرد. برای انجام فرایند ذخیره‌سازی حرارتی می‌توان هوای گرم شده را داخل یک بستر سنگی ذخیره‌سازی حرارتی به جریان انداخت. در این حالت گرما به سنگ‌ها منتقل می‌شود و در نتیجه هوا خنک می‌شود. این هوای سرد برای آنکه دوباره گرم شود باردیگر به جمع‌کننده بازگردانده می‌شود. برای انتقال گرما از حالت ذخیره به داخل خانه می‌بایست هوای خنک درون خانه در مسیر سنگ‌ها جریان یابد و در آنجا گرم شده و از طریق جابه جایی طبیعی بالا بیاید تا اینکه وارد خانه شود. از آنجا که جریان هوا در این سامانه تحت تأثیر جابه جایی طبیعی قرار دارد، قرارگیری عمودی عناصر برای عملکرد مناسب سامانه حساس می‌باشد.